# Gli eroi di Hogan
Gli eroi di Hogan (Hogan's Heroes) è una serie televisiva statunitense trasmessa dal canale CBS dal 1965 al 1971.

## Trama
La serie narra in chiave ironica la vita di tutti i giorni di un gruppo di prigionieri di guerra in un campo di prigionieri di guerra tedesco durante la seconda guerra mondiale.
Tali prigionieri si trovano nello Stalag 13, il più efficace e duro campo di prigionieri di guerra della Germania: da tale campo infatti mai nessun prigioniero è riuscito a scappare.
In realtà i carcerieri, in primis il loro capo, il colonnello Wilhelm Klink, sono una manica di inetti e bonaccioni, costantemente presi in giro dai prigionieri stessi, che riescono a fare praticamente ciò che vogliono, il che significa fare dello Stalag stesso un fondamentale avamposto militare in terra nemica, nonché un centro di spionaggio e sabotaggio.
L'intera classe dirigente tedesca è a conoscenza dell'incompetenza di Klink, che per tal motivo non viene mai promosso, ma nello stesso tempo non riesce a capacitarsi di come il suo sia il miglior campo di prigionia. Da notare che il sottoposto Sergente Schulz in più occasioni coglie i prigionieri nell’atto di compiere azioni di sabotaggio o di fuga, ma per paura di essere punito o di far fare brutta figura allo Stalag si limita a urlare “io non ho visto niente!”, frase che diventerà un tormentone di tutta la serie.
Il gruppo di prigionieri è molto assortito, sia per quanto riguarda le nazionalità (francesi, americani e inglesi), i gradi militari e le competenze professionali. Il continuo, sotterraneo, viavai dal campo permette inoltre il "ricambio" di questi che, in definitiva, sono veri e propri ospiti della soldataglia nazista. Il colonnello Hogan è il protagonista della serie, capo carismatico e sempre sicuro di sé, dispensa consigli di vita e di guerra a Klink e ai vari personaggi che si susseguono nella serie, e ha il controllo della situazione in ogni momento.

## Coerenza temporale
L'intero serial non ha alcun filo conduttore, ogni episodio, cioè, è in definitiva una storia a sé stante, sebbene qualche personaggio minore ricorrente possa dare una vaga idea di consequenzialità.
Anche l'aderenza alla reale cronologia storica non è definibile:
- Il pilot dà come anno d'inizio il 1942, ma poi la serie dura sei anni, mentre la guerra finirà nel 1945 (è ovvio quindi che un anno "di serie" non corrisponde affatto a un anno "di tempo").
- Nell'episodio 2x04 i protagonisti hanno parte fondamentale nell'organizzazione dell'attentato a Hitler del 20 luglio 1944 guidato da Claus Schenk von Stauffenberg.

Altri riferimenti storici sono:
- La battaglia di Stalingrado, protrattasi dal luglio 1942 al febbraio 1943.
- Il D-Day del 6 giugno 1944.
- Gli attacchi da parte dei kamikaze, iniziati nel tardo 1944.

## Episodi
| Stagione         | Episodi | Prima TV USA | Prima TV Italia |
| ---------------- | ------- | ------------ | --------------- |
| Prima stagione   | 32      | 1965-1966    |                 |
| Seconda stagione | 30      | 1966-1967    |                 |
| Terza stagione   | 30      | 1967-1968    |                 |
| Quarta stagione  | 26      | 1968-1969    |                 |
| Quinta stagione  | 26      | 1969-1970    |                 |
| Sesta stagione   | 24      | 1970-1971    |                 |

A esclusione del pilot, tutti gli altri 167 episodi sono stati girati a colori.